# Johann Lorenz Greiner
Johann Lorenz Greiner (* 21. September 1781 in Graz; † 13. Jänner 1841 ebenda) war ein österreichischer Buch- und Kunsthändler.

## Leben
Johann Lorenz Greiner war der Sohn eines österreichischen Ingenieuroffiziers, der unter der Regierung des Kaisers Joseph II. eine Sendung nach Polen übernommen hatte, aber bald nach seiner dortigen Ankunft gestorben war. Der Grazer Buchhändler Franz Ferstl traf den damals vierjährigen Greiner bei einem Schulmann in Hitzendorf, der die Witwe des Offiziers geheiratet hatte, und adoptierte ihn, da seine Ehe kinderlos geblieben war. Greiner erhielt eine sorgfältige Erziehung und besuchte ab 1794 das Gymnasium sowie ab 1800 das Lyzeum in Graz. Er erhielt nach Beendigung seiner Studien das Diplom eines Magisters der Philosophie.
Greiner trat 1802 in die (schon 1690 von M. Veith und M. Rieger in Augsburg, nachmals Lampart & Co., als Filiale gegründete) Ferstlsche Buchhandlung ein. In diesem Geschäft arbeitete er – mit Ausnahme des Jahres 1806, während welcher Zeit er bei Göbhard in Bamberg konditionierte – bis an sein Lebensende. Am 6. September 1808 vermählte er sich mit Josephine Drasenberger, der Tochter aus einem angesehenen Grazer Handelshaus. Während der französischen Invasion 1809 erwarb er sich als Offizier des Grazer Bürgerkorps besondere Verdienste um die Bürger seiner Vaterstadt, so dass er allgemein geachtet war.
Nach dem am 3. Dezember 1821 erfolgten Tod Franz Ferstls führte Greiner dessen Buchhandlung weiter. Durch Fleiß und Umsicht machte er sie zu einem florierenden Unternehmen. Er war auf die Erweiterung seines Geschäfts bedacht und verband mit diesem eine Kunst- und Musikalienhandlung. Diese brachte 1823 eine vierteljährlich erscheinende Musikalische Blumenlese des steiermärkischen Musikvereins und später mehrere Einzeldrucke heraus. Greiner war auch stets bereit, alle öffentlichen Unternehmungen und gemeinnützigen Anstalten nach Kräften zu unterstützen. Im Sommer 1840 ergriff ihn eine schmerzhafte Krankheit, der er am 13. Januar 1841 im Alter von 59 Jahren erlag. Er hinterließ außer seiner Gattin zwei Söhne und drei Töchter.